# Stefan Fonselius
Stefan Fonselius (* 19. září 1976) je finský hokejový rozhodčí. Působí v nejvyšší finské lize. Také soudcoval na hokejovém turnaji na Zimních olympijských hrách 2010 ve Vancouveru, odkud si nevědomky odvezl domů do Turku puk, se kterým Sidney Crosby vstřelil branku ve finálovém utkání. Nakonec ho předal Mezinárodní federaci ledního hokeje a puk byl umístěn do hokejové síně slávy.